# Efecte Meissner

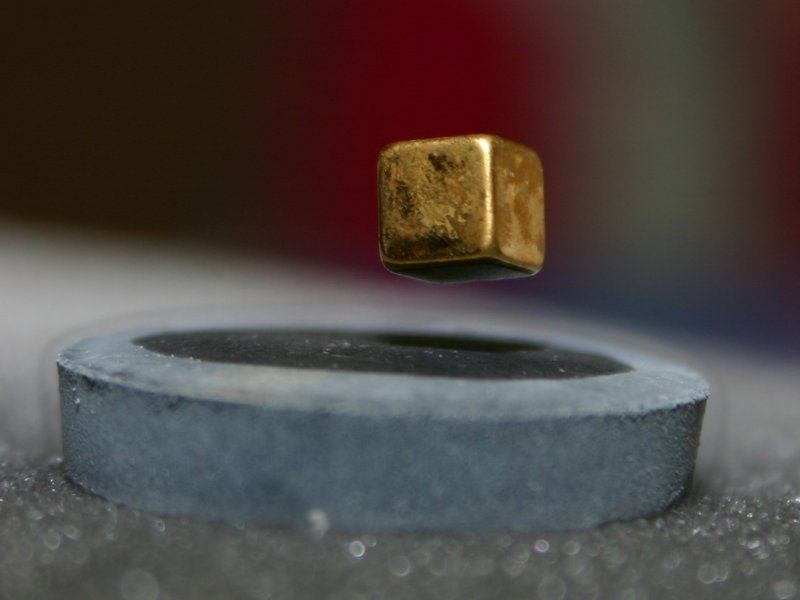
Imant levitant sobre un material superconductor. Per experimentar els efectes de la superconductivitat és necessari refredar la mostra fins a temperatures molt baixes.

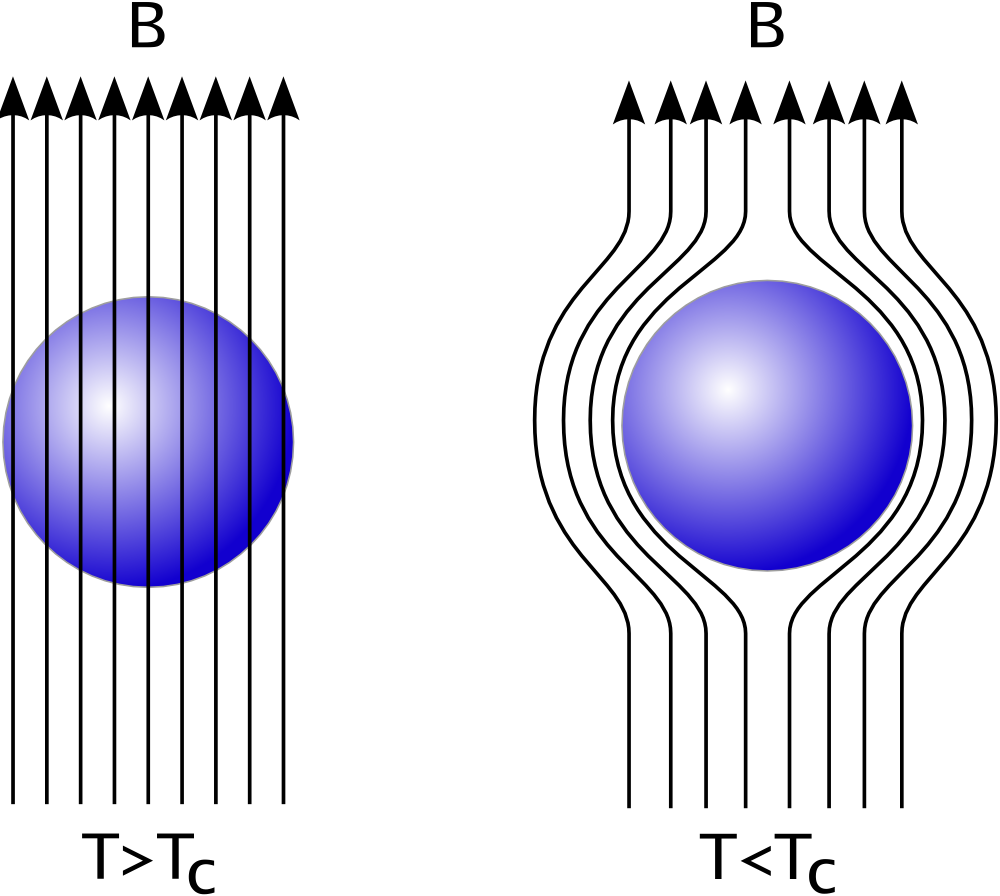
Expulsió del camp magnètic per sota de la temperatura crítica.

L'efecte Meissner, també conegut com a efecte Meissner-Ochsenfeld, consisteix en la desaparició total del flux de camp magnètic a l'interior d'un material per sota de la seva temperatura crítica. Va ser descobert per Walter Meissner i Robert Ochsenfeld el 1933, mesurant la distribució de flux a l'exterior de mostres de plom i estany, refredats per sota de la seva temperatura crítica en presència d'un camp magnètic.
Meissner i Ochsenfeld van trobar que el camp magnètic s'anul·la completament a l'interior dels materials superconductors i que les línies de camp magnètic són expulsades de l'interior del cos, presenten un comportament diamagnètic perfecte. L'efecte Meissner és una de les propietats que defineixen la superconductivitat i el seu descobriment va servir per deduir que l'aparició de la superconductivitat és una transició de fase a un estat diferent.
L'expulsió del camp magnètic del material superconductor permet la formació d'efectes molt interessants, com la levitació d'un imant sobre un material superconductor a baixa temperatura, com es pot observar a unes de les figures.

## L'equació de London
La primera teoria fenomenològica que explica l'efecte Meissner es basa amb l'equació de London,

(1){\displaystyle \nabla ^{2}{\vec {B}}={\frac {1}{\lambda _{L}^{2}}}{\vec {B}}}

on {\displaystyle \lambda _{L}} és funció de la densitat d'electrons (ns) que es troben en estat superconductor:

(2){\displaystyle \lambda _{L}={\sqrt {\frac {m}{\mu _{0}n_{s}q^{2}}}}}

L'equació, desenvolupada pels germans Fritz i Heinz London el 1935, explica la forma que ha de tenir un camp magnètic perquè es compleixin les condicions fonamentals necessàries per l'efecte Meissner, que són:
1. el camp magnètic ha de ser nul a l'interior del superconductor,
2. els corrents elèctrics estan limitades a la superfície del superconductor, a una capa d'un gruix que es coneix com la longitud de penetració ({\displaystyle \lambda _{L}}).

Els germans London van desenvolupar la seva teoria pensant que els portadors de càrrega eren electrons, més tard es va demostrar que era un concepte erroni. Encara que els resultats experimentals no es van veure molt afectats per aquesta desviació, perquè la longitud de penetració és essencialment la mateixa en ambdós casos:
| Magnitud                                            | Idea inicial dels germans London                            | Idea posterior amb parells de Cooper                                                                            |
| --------------------------------------------------- | ----------------------------------------------------------- | --- |
| Càrrega q                                           | -e (càrrega d'un electró)                                   | -2e |
| Massa m                                             | me (massa d'un electró)                                     | 2me |
| Densitat de partícules en estat superconductor      | ns                                                          | ns/2 |
| Longitud de penetració {\displaystyle \lambda _{L}} | {\displaystyle {\sqrt {\frac {m_{e}}{\mu _{0}n_{s}e^{2}}}}} | {\displaystyle {\sqrt {\frac {2m_{e}}{\mu _{0}(n_{s}/2)(2e)^{2}}}}={\sqrt {\frac {m_{e}}{\mu _{0}n_{s}e^{2}}}}} |

El 1953, el primer a adonar-se de l'error va ser Lars Onsager, investigant la quantització del flux magnètic que passa per un anell superconductor. El valor mínim del flux li sortia exactament la meitat del que hauria de ser, això seria correcte si la càrrega fos 2e. A partir d'aquesta idea Cooper va exposar que els portadors de càrrega no són en realitat els electrons, sinó parells d'electrons (coneguts com a parells de Cooper), com es va explicar més tard i detall a la teoria BCS.

## L'equació de Pippard
L'equació de London (1) té diverses limitacions. La principal d'aquestes és que no respecta el principi fonamental de la física, segons el qual dos successos suficientment allunyats no poden interferir entre ells. És a dir, es tracta d'una teoria no local. Això es deu al fet que els dos electrons que formen el parell de Cooper estan relativament allunyats. Tot i això, els germans London no podien conèixer això en el seu moment, ja que no coneixien que es tractava de dos electrons junts en lloc d'un.
Per resoldre això, Brian Pippard va presentar el 1953 l'equació de Pippard, que és més general que la dels germans London, i va ser justificada temps després per la teoria BCS.

## L'efecte Meissner pròxim a la temperatura crítica
Degut a la dependència de la longitud de penetració amb la densitat d'electrons a l'estat superconductor, és fàcil veure que a mesura que la temperatura de la mostra s'aproxima a la temperatura crítica, menys electrons hi han a l'estat superconductor. Per tant, el camp magnètic penetra cada vegada més al superconductor. Quan el superconductor arriba a la temperatura crítica, la longitud de penetració tendeix a infinit, això vol dir que el camp magnètic pot penetrar a la mostra sense cap oposició, en altres paraules, l'efecte Meissner desapareix.
Històricament va ser difícil comprendre perquè la longitud de penetració augmentava amb la temperatura, ja que no es coneixia que els electrons en estat superconductor conviuen amb els electrons en estat normal, i que la densitat d'electrons en un estat o altre depèn de la temperatura.

## Valors típics de la longitud de penetració
Prenent els valors corresponents a les constants i considerant la densitat d'electrons en estat superconductor ns un valor típic d'uns 1023 electrons per cm³ (que serà menor a mesura que la temperatura s'apropi a la crítica) s'obté una longitud de penetració {\displaystyle \lambda _{L}} ~ 1700 Å. Aquest valor correspon a una penetració entre els centenars i milers de capes atòmiques, valors que s'aproximen bastant bé als valors experimentals.

## Teoria

### Deducció de l'equació de London
L'equació (1) es pot deduir mitjançant un tractament completament clàssic, i, a part de les dues condicions plantejades, només es necessita l'equació de Maxwell i la segona llei de Newton

(3){\displaystyle {\vec {F}}=m{\vec {a}}\ .}

La segona llei de Newton es pot expressar en aquest cas com:

(4){\displaystyle q{\vec {E}}=m{\frac {d{\vec {v}}}{dt}}}

Substituint la densitat de corrent {\displaystyle {\vec {J}}} per la velocitat i passant la càrrega q a l'altre costat s'obté:

(5){\displaystyle {\vec {E}}={\frac {m}{n_{s}q^{2}}}{\frac {d{\vec {J}}}{dt}}}

Només és la segona llei de Newton expressada en funció de la densitat de corrent i camp elèctric.
Si es considera que la velocitat dels electrons és petita, es poden realitzar derivades parcials en lloc de derivades totals, i obtenir el que a alguns texts es coneix com la primera equació de London (l'equació (1) també es coneix com la segona equació de London, presentada anteriorment),

(6){\displaystyle {\vec {E}}={\frac {m}{n_{s}q^{2}}}{\frac {\partial {\vec {J}}}{\partial t}}}

Si ara s'aplica el rotacional a ambdós costats de l'equació, entren en joc les equacions de Maxwell, en concret la llei de Faraday:
{\displaystyle \nabla \wedge {\vec {E}}=-{\frac {\partial {\vec {B}}}{\partial t}}\ .}

(7){\displaystyle \nabla \wedge {\vec {E}}={\frac {m}{n_{s}q^{2}}}\nabla \wedge {\frac {\partial {\vec {J}}}{\partial t}}=-{\frac {\partial {\vec {B}}}{\partial t}}}

Que es pot expressar com:
{\displaystyle {\frac {\partial }{\partial t}}\left({\frac {m}{n_{s}q^{2}}}\nabla \wedge {\vec {J}}+{\vec {B}}\right)=0}
{\displaystyle \rightarrow {\frac {m}{n_{s}q^{2}}}\nabla \wedge {\vec {J}}+{\vec {B}}=constante}
Però en aplicar la primera condició (que el camp magnètic i la densitat de corrent siguin nuls a l'interior del superconductor) es pot veure que aquesta constant ha de ser igual a zero i queda:

(8){\displaystyle {\frac {m}{n_{s}q^{2}}}\nabla \wedge {\vec {J}}+{\vec {B}}=0}

Ara bé, ens interessa tenir tot en funció del camp magnètic, així que s'ha d'eliminar la densitat de corrent. Això es pot fer emprant una altra equació de Maxwell, la llei d'Ampère
{\displaystyle {\vec {J}}={\frac {1}{\mu _{0}}}\nabla \wedge {\vec {B}}}
{\displaystyle \rightarrow \nabla \wedge {\vec {J}}={\frac {1}{\mu _{0}}}\nabla \wedge \nabla \wedge {\vec {B}}}
Per desfer-nos del rotacional d'un rotacional, es pot aplicar la coneguda identitat segons la qual per qualsevol camp {\displaystyle {\vec {F}}} tenim que:

(9){\displaystyle \nabla \wedge \left(\nabla \wedge {\vec {F}}\right)=\nabla \left(\nabla \cdot {\vec {F}}\right)-\nabla ^{2}{\vec {F}}\,}

Fent un últim pas amb les equacions de Maxwell, es considera que per un camp magnètic {\displaystyle \nabla \cdot {\vec {B}}=0}, el primer terme de la part de la dreta s'anul·la i ja es pot eliminar el rotacional de la densitat de corrent:

(10){\displaystyle \nabla \wedge {\vec {J}}=-{\frac {1}{\mu _{0}}}\nabla ^{2}{\vec {B}}}

No és més que la llei d'Ampère expressada d'una altra manera. Si ara se substitueix a l'equació amb la que s'estava treballant, queda que:

(11){\displaystyle -{\frac {m}{\mu _{0}n_{s}q^{2}}}\nabla ^{2}{\vec {B}}+{\vec {B}}=0}

Ja només s'han agrupar les constants en {\displaystyle \lambda _{L}^{2}} i passar un dels termes a l'altre costat de l'igual per obtenir l'equació de London (1), com es volia demostrar.

### Equació de London respecte al potencial vector
És possible expressar l'equació de London (1) com:

(12){\displaystyle {\vec {J}}=-{\frac {n_{s}q^{2}}{m}}{\vec {A}}}

On {\displaystyle {\vec {A}}} és el potencial vector. Per arribar a aquesta expressió només cal prendre la demostració anterior a l'equació (8); i tenint:

(13){\displaystyle {\vec {A}}=\nabla \wedge {\vec {B}},}

s'arriba a

(14)<{\displaystyle \nabla \wedge {\vec {J}}=-{\frac {n_{s}q^{2}}{m}}\nabla \wedge {\vec {A}}}

i eliminant els rotacionals s'obté l'equació buscada.
Nota: no es pot treure els rotacionals de qualsevol manera, ja que ens apareix que es pot afegir al potencial vector una funció {\displaystyle \phi ({\vec {r}})}, tal que

(15)<{\displaystyle {\vec {A}}({\vec {r}})\rightarrow {\vec {A({\vec {r}})}}+\nabla \phi ({\vec {r}})}

Encara que, al problema que s'està tractant es pot aplicar el gauge de London,

(16){\displaystyle \nabla \cdot {\vec {A}}=0}

(17){\displaystyle {\vec {A}}_{\perp }=0}

Si el superconductor és un sòlid simplement connex, es tindria que {\displaystyle \phi ({\vec {r}})} és en realitat constant i no influeix al problema.